# Сампедро, Аманда
Ама́нда Сампе́дро Бу́стос (исп. Amanda Sampedro Bustos; 26 июня 1993, Мадрид, Испания) — испанская футболистка, полузащитник клуба «Севилья» и сборной Испании.

## Международная карьера
В 2010 году Сампедро вошла в состав Сборной Испании (до 17) на победном Чемпионате Европы, а затем заняла третье место на последующем Чемпионате мира.
В 2012 году Аманда была капитаном сборной Испании (до 19), которая вышла в финал Чемпионата Европы, где уступила  сборной Швеции после дополнительного времени.
В сентябре 2012 года Сампедро впервые вызвали в основную сборную Испании перед матчем отборочного турнира ЧЕ-2013 с сборной Румынии. В июне 2013 года тренер сборной Игнасио Кареда вызвал Аманду на финальные матчи Чемпионата Европы в Швеции. Она также была в составе сборной на Чемпионате мира 2015 в Канаде.

## Достижения
«Атлетико Мадрид»
- Чемпионка Испании: 2016/17, 2017/18, 2018/19
- Обладательница Кубка Испании: 2016
- Обладательница Суперкубка Испании: 2021

Сборная Испании
- Чемпионка Европы (до 17): 2010
- Обладательница Кубка Алгарве: 2017
- Обладательница Кубка Кипра: 2018